# Dipturus flindersi
Dipturus flindersi (лат.) — вид хрящевых рыб семейства ромбовых скатов отряда скатообразных. Обитают в субтропических водах, омывающих южное побережье Австралии. Встречаются на глубине до 54 м. Их крупные, уплощённые грудные плавники образуют диск в виде ромба со округлым рылом. Максимальная зарегистрированная длина 32,6 см. Откладывают яйца.

## Таксономия
Впервые вид был научно описан в 2008 году как Dentiraja flindersi. Голотип представляет собой половозрелого самца длиной 29,3 см, пойманного у берегов Южной Австралии (35°44′ ю. ш. 138°04′ в. д.) на глубине 32 м. Паратипы: взрослые самцы длиной 27—31,6 см, неполовозрелые самцы длиной 17,4—24,2 см, молодой самец длиной 25,1 см и самки длиной 26,9—32,6 см, пойманные там же на глубине 30—54 м. Вид назван по географическому месту обитания (провинция Flindersian).

## Ареал
Эти бентопелагические скаты являются эндемиками южных вод Австралии. Встречаются на глубине от 27 до 54 м.

## Описание
Широкие и плоские грудные плавники этих скатов образуют ромбический диск с округлым рылом и закруглёнными краями. На вентральной стороне диска расположены 5 жаберных щелей, ноздри и рот. На длинном хвосте имеются латеральные складки. У этих скатов 2 редуцированных спинных плавника и редуцированный хвостовой плавник.
Ширина диска в 1,1—1,2 раза больше длины и равна 64—71 % длины тела. Удлинённое и заострённое рыло образует угол 100—114°. Длина короткого хвоста составляет 0,8—0,9 расстояния от кончика рыла до клоаки. Хвост довольно широкий. Его ширина в средней части равна 2,0—2,8 его высоты и 2,0—2,6 у основания первого спинного плавника. Расстояние от кончика рыла до верхней челюсти составляет 11—13 % длины тела и в 1,2—1,3 раза превосходит дистанцию между ноздрями. Длина головы по вентральной стороне равна 27—31 % длины тела. Длина рыла в 2,1—2,6 превосходит, а диаметр глаза равна 54—77 % межглазничного пространства. Высота первого спинного плавника в 1,8—2,4 раза больше длины его основания. Расстояние между началом основания первого спинного плавника и кончиком хвоста в 2,1—2,6 раза превосходит длину его основания и в 8 раз длину хвостового плавника. Брюшные плавники крупные. Длина задней лопасти у взрослых самцов достигает 25 % длины тела, а длина передней лопасти составляет 60—69 % длины задней. Длина птеригоподиев равна 26 % длины тела. Дорсальная поверхность переднего края диска покрыта полосой шипиков. Вентральная поверхность голая. В затылочной области имеются 0—5 шипов, маларные колючки обычно мелкие, хвост покрыт 3 рядами колючек. Грудные плавники образованы 70—74 лучами. Количество позвонков 94—109. На верхней челюсти имеются 34—41 зубных рядов. Дорсальная поверхность диска желтовато-коричневого цвета, иногда пятнистая. Вентральная поверхность бледно-жёлтая или беловатая. Кончик рыла чёрный. Максимальная зарегистрированная длина 32,6 см.

## Биология
Подобно прочим ромбовым эти скаты откладывают яйца, заключённые в жёсткую роговую капсулу с выступами на концах. Длина капсулы 5,6—6,9 см, а ширина 4,5—5,3 см. Эмбрионы питаются исключительно желтком. Размер неполовозрелых самцов колеблется в пределах 41,5—53,4 см. Наименьшая свободноплавающая особь имела длину 22 см.

## Взаимодействие с человеком
Данных для оценки Международным союзом охраны природы охранного статуса вида недостаточно.